# الحماديين (الشرقية)
قرية الحماديين هي إحدى القرى التابعة لمركز الحسينية في محافظة الشرقية في جمهورية مصر العربية. حسب إحصاءات سنة 2006، بلغ إجمالي السكان في الحماديين 5569 نسمة، منهم 2832 رجل و2737 امرأة.